# Calçada do Moinho de Vento
A Calçada do Moinho de Vento é um arruamento no limite das freguesias de Arroios e Santo António, em Lisboa.
Num processo da Inquisição, de 1594, é mencionada a existência de um moinho de vento na encosta do Campo de Santana. O topónimo «Moinho de Vento» já data, pelo menos, do século XVIII.
A Calçada do Moinho de Vento está integrada na área de interesse histórico, artístico ou pitoresco vizinha do Campo dos Mártires da Pátria classificada pelo Decreto n.º 2/96, de 6 de Março, do Ministério da Cultura, como Imóvel de Interesse Público (cf. planta de delimitação).